# Teoria dell'albero genealogico

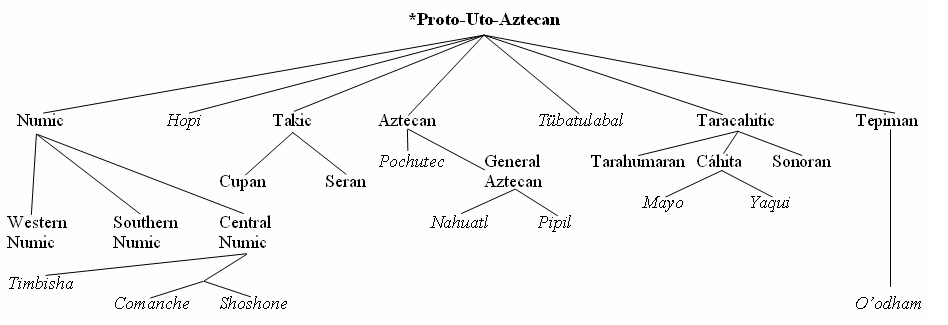
Albero genealogico delle lingue uto-azteche

In linguistica, la teoria dell'albero genealogico è una teoria secondo cui lingue imparentate possono essere classificate in una famiglia linguistica rappresentabile come un albero genealogico, la cui radice è la lingua comune (o protolingua) antenata delle altre lingue, e dalla quale si sviluppano varie ramificazioni e sottoramificazioni, chiamate rispettivamente gruppi e sottogruppi. La teoria è stata formulata per la prima volta nel 1861 dal linguista tedesco August Schleicher.
Le carenze sostanziali della teoria sono state messe in luce da successivi studi e ad essa si è più tardi contrapposta la teoria delle onde formulata da Johannes Schmidt, allievo dello stesso August Schleicher.